# Sindrome da iperproliferazione batterica
In gastroenterologia la sindrome da iperproliferazione batterica (o SIBO, acronimo inglese di Small intestine bacterial overgrowth), conosciuta anche come sindrome da contaminazione batterica del tenue, sindrome da proliferazione batterica intestinale, sindrome da sovracrescita batterica nel tenue, è una sindrome determinata da un aumentato numero di batteri commensali nell'intestino tenue e/o dalla proliferazione di specie normalmente non presenti in tale tratto. I sintomi più comuni sono diarrea, flatulenza, dolore addominale e meteorismo. Si tratta di una forma di disbiosi intestinale. Non esiste un esame che permetta di diagnosticare con precisione questa patologia, ma sono disponibili solo test dall'accuratezza limitata. È associata a un'ampia gamma di disturbi della motilità intestinale o a procedure chirurgiche che possono determinare una stasi intestinale.

## Definizione
Storicamente la definizione di SIBO era basata sull'iperproliferazione batterica in un contesto di anomalie anatomiche dell'intestino, a carattere genetico o postoperatorio (in particolare nei pazienti affetti da sindrome dell'ansa cieca). Venne allora stabilito come criterio diagnostico il riscontro di una conta batterica superiore a 1x105 cfu/ml.
Tuttavia negli ultimi trent'anni è maturato il sospetto che tale iperproliferazione batterica potesse essere presente in molti altri disordini intestinali; in alcuni di questi la conta batterica è superiore ai soggetti sani, ma inferiore a 1x105 cfu/ml. Ciò ha portato a concludere che il criterio classico è più indicato per la diagnosi di sindrome dell'ansa cieca piuttosto che di SIBO. I criteri per la diagnosi sono quindi stati allargati e oggi prevedono semplicemente che nell'aspirato digiunale vi sia una presenza di batteri coliformi superiore alla concentrazione normalmente presente in questo tratto dell'intestino (ovvero superiore a 1x103 cfu/ml).

## Eziologia
Estistono numerosi meccanismi di difesa endogeni per prevenire la sovracrescita batterica nell'intestino tenue: la secrezione di acido gastrico, la motilità intestinale, la valvola ileo-cecale, le immunoglobuline contenute nelle secrezioni intestinali e le proprietà batteriostatiche della bile e del succo pancreatico.
L'eziologia della SIBO è solitamente complessa. È associata con disturbi nei meccanismi di protezione antibatterica, anomalie anatomiche e/o disturbi della motilità. In alcuni pazienti può essere presente più di un fattore allo stesso tempo. Nel 90% dei casi sono presenti disturbi della motilità intestinale o pancreatite cronica.

### Acloridria
L'acloridria (dovuta alla gastrite cronica atrofica) o la somministrazione a lungo termine di IPP (inibitori della pompa protonica) possono causare una iperproliferazione batterica nello stomaco e nel duodeno. Gli IPP non solo incrementano la colonizzazione batterica del duodeno, ma accelerano anche il transito intestinale.

### Insufficienza pancreatica esocrina
La pancreatite cronica è aggravata dalla SIBO nel 30-40% dei casi. Possono essere coinvolti diversi fattori: insufficienza pancreatica esocrina con l'assenza degli effetti antibatterici degli enzimi proteolitici, chimo anomalo nell'intestino tenue, disordini della motilità, somministrazione di analgesici o consumo continuo di alcol. Anche la fibrosi cistica è associata a un maggior rischio per la SIBO. La SIBO potrebbe essere la causa principale della diarrea nei pazienti con carcinoma pancreatico avanzato, precedendo in importanza l'insufficienza pancreatica esocrina, la chemioterapia e le operazioni chirurgiche.

### Sindromi da immunodeficienza
Varie sindromi da immunodeficienza (come il deficit di IgA, l'immunodeficienza comune variabile, AIDS) hanno come complicanze diversi tipi di infezione, tra le quali la SIBO.

### Ostruzione e stagnazione dell'intestino tenue
Tutte le patologie anatomiche che determinano ostruzione e stagnazione nell'intestino tenue possono essere associate con la SIBO: stenosi, aderenze, tumori, grandi e/o multipli diverticoli nel duodeno e nel digiuno; conseguenze di precedenti operazioni chirurgiche addominali, come la sindrome dell'ansa afferente dopo la Billroth-II, la sindrome da stasi dopo la Roux-en-Y, o complicanze derivanti da operazioni di chirurgia bariatrica. Nelle pseudo-ostruzioni e in alcuni disturbi neurologici (come distrofia miotonica, malattia di Parkinson, malattia di Chagas) la SIBO che ne deriva è responsabile del malassorbimento e della perdita di peso; in rari casi è possibile che si verifichi una produzione endogena di etanolo in questi pazienti.

### Sindrome del colon irritabile
L'eziopatogenesi della sindrome del colon irritabile (IBS) non è ancora stata chiarita del tutto. I sintomi della SIBO e della IBS si possono largamente sovrapporre. A seconda degli studi, tra il 30% e l'85% delle persone con SIBO rientra nei criteri per una diagnosi di sindrome del colon irritabile. Le opinioni tra i ricercatori sono divergenti. Alcuni autori hanno formulato la cosiddetta ipotesi batterica, secondo la quale la SIBO è la patologia primaria, mentre l'IBS è un effetto secondario che da essa deriva; difatti in alcuni pazienti la comparsa del colon irritabile è preceduta da una gastroenterite infettiva e analisi genomiche hanno evidenziato una diversa composizione del microbiota fecale tra persone sane e pazienti affetti da IBS. Altri autori ritengono che la relazione sia inversa, cioè che l'IBS sia il fattore primario (derivante da disfunzioni motorie, ipersensibilità viscerale, disfunzioni psicosociali) e che i disordini nella motilità favoriscano un'iperproliferazione batterica secondaria. Un terzo gruppo di autori pensa che, nonostante le analogie tra i sintomi, vada fatta una stretta distinzione tra sindrome del colon irritabile (nella quale il breath test al lattulosio risulta negativo) e SIBO (nella quale non c'è sindrome del colon irritabile nonostante i criteri per tale diagnosi siano soddisfatti). Un ultimo gruppo di autori è dell'opinione che la SIBO non giochi un ruolo significante nella patogenesi dell'intestino irritabile.

### Celiachia
Tra il 9% e il 55% dei pazienti affetti da celiachia hanno come complicanza una sovraccrescita batterica. La prevalenza della SIBO in questi pazienti è alta, specialmente in coloro che non rispondono a una dieta senza glutine e/o coloro che hanno un'intolleranza al lattosio.

### Malattia di Crohn
La SIBO è di frequente riscontro nella malattia di Crohn, infatti affligge circa il 25% di questi pazienti. Importanti fattori di predisposizione sono la perdita della valvola ileo-ciecale in seguito a una resezione intestinale e la presenza di fistole entero-enteriche o entero-coliche. Inoltre la SIBO, causando un aumento dei movimenti intestinali e la diminuzione del peso corporeo, potrebbe essere scambiata per un episodio di riacutizzazione della malattia di Crohn. Secondo altri autori una flora intestinale alterata potrebbe essere un fattore determinante nella genesi della malattia di Crohn.

### Sindrome dell'intestino corto
I problemi della sindrome dell'intestino corto non sono limitati solamente alla ridotta superficie di assorbimento. La perdita della valvola ileo-ciecale e del freno ileale (in seguito a una resezione) accelerano il transito del chimo attraverso l'intero tratto gastrointestinale; gli alimenti non digeriti diventano un substrato per la fermentazione batterica e il microbiota dell'intestino crasso colonizza le parti più prossimali dell'intestino tenue generando la SIBO. La digestione e l'assorbimento non possono essere portati a compimento se gli alimenti non permangono abbastanza a lungo nell'apparato digerente, perciò questi pazienti vanno spesso incontro a una diarrea postprandiale. Questo problema può essere ulteriormente esacerbato dalla SIBO che accelera ancor più il transito e peggiora sia la digestione che l'assorbimento.

### Steatopatia non-alcolica
In due studi è stato rilevato che nei pazienti affetti da steatopatia non alcolica (NASH) vi è una più alta prevalenza di SIBO rispetto ai soggetti sani. Valori più alti nel test allo xilosio-lattulosio erano correlati a un maggiore livello di TNF-α nel sangue, ma non erano associati a una maggiore permeabilità intestinale o a un aumento delle endotossine sieriche. La terapia antibiotica ha soppresso la sovraccrescita batterica e migliorato alcuni parametri ematochimici correlati alla NASH. In un modello animale di NASH si sono osservate analoghe correlazioni e un miglioramento in seguito alla terapia antibiotica. Alla luce di questi studi la SIBO potrebbe giocare un ruolo importante nella patogenesi della NASH.

### Cirrosi epatica
La cirrosi epatica è un fattore di rischio indipendente per la SIBO. Infatti in questa malattia l'ipertensione portale modifica in modo sostanziale l'ambiente intraluminale dell'intestino, inoltre una cirrosi epatica avanzata causa disordini nella motilità dell'intestino tenue, rallentando il transito; questi due fattori determinano l'insorgenza della SIBO. La SIBO è stata diagnosticata nel 50-60% dei pazienti con cirrosi epatica e può essere un fattore di rischio per lo sviluppo di una peritonite batterica spontanea, ma il suo ruolo nel causare tale complicanza non è stato ancora pienamente chiarito. La SIBO potrebbe essere correlata con il livello di endotossine nel sangue. Bisogna però sottolineare che nella cirrosi epatica il breath test al glucosio e l'analisi microbiologica dell'aspirato digiunale hanno uno scarso grado di correlazione.

### Sclerodermia
La sclerodermia è un disturbo cronico del tessuto connettivo che in più dell'80% dei pazienti colpisce anche il tratto gastrointestinale. Un coinvolgimento grave dell'intestino tenue può manifestarsi come pseudo-ostruzione intestinale e SIBO. La prevalenza della SIBO nella sclerodermia va dal 43% al 56%, a seconda delle stime.

### Neuropatia autonomica diabetica
Sintomi gastrointestinali sono presenti nel 50-70% dei pazienti con diabete mellito. I più comuni sono rallentamento dello svuotamento gastrico (fino alla gastroparesi) e disordini della motilità intestinale; questi disordini dipendono dalla neuropatia che comunemente si associa al diabete e rendono più difficile il controllo della glicemia. La motilità intestinale compromessa spesso determina l'insorgenza di una SIBO. In un terzo dei pazienti diabetici la SIBO può essere associata con una neuropatia autonomica cardiovascolare.

### Enteropatia da radiazioni
La SIBO e l'intolleranza al lattosio possono presentarsi durante o dopo una radioterapia pelvica o addominale.

### Fibromialgia
Da uno studio è risultato che il 100% dei pazienti con fibromialgia avevano un test del respiro al lattulosio anomalo, un risultato significativamente maggiore rispetto ai pazienti con sindrome dell'intestino irritabile (84%) e rispetto alle persone sane (20%). In questi pazienti una maggiore produzione di idrogeno era correlata all'entità del dolore.

### Altri disturbi associati
Diversi altri disturbi sono stati associati alla SIBO: disordini linfoproliferativi (linfoma, leucemia linfatica cronica), iperplasia linfoide benigna dell'ileo, malattie del metabolismo osseo, acromegalia, ipotiroidismo, alcolismo, rosacea, sindrome delle gambe senza riposo, e PSSD. La prevalenza della malattia cresce con l'età (arrivando a colpire il 50% delle persone con più di 75 anni).

## Patogenesi
Nelle persone sane la conta batterica totale nel digiuno prossimale è minore di 104 CFU/mL. Nell'ileo la popolazione batterica cresce, fino ad arrivare a 109 CFU/mL nell'ileo terminale. Una normale popolazione batterica intestinale (microbiota) è fondamentale per la morfologia e la funzione dell'intestino e dell'organismo in generale. Essa infatti partecipa alla protezione dell'essere umano contro i microrganismi patogeni, stimolando il sistema immunitario umano e influenzando il metabolismo e il trofismo della mucosa intestinale. Queste popolazioni batteriche producono anche alcuni nutrienti (come acidi grassi a catena corta, folati, vitamina K) e modulano le funzioni motorie e sensoriali dell'intestino. Esse possono essere però influenzate da molti fattori, in primis dalla quantità e dalla composizione del cibo, ma anche da fattori ambientali (e geografici), dai farmaci, dall'alcol e probabilmente da diversi altri fattori come lo stile di vita o lo stress. Le differenze nella quantità e nella tipologia dei batteri in differenti parti del tratto gastrointestinale sembrano dipendere da diversi fattori, come il pH, la peristalsi, il potenziale redox, l'affinità o l'antagonismo tra le diverse specie batteriche, la secrezione di mucina, la dieta e la disponibilità di nutrienti.
L'intestino dispone di diversi meccanismi di difesa per evitare un'eccessiva colonizzazione del tenue da parte dei batteri: la peristalsi anterograda che previene l'adesione dei microrganismi ingeriti; l'acido gastrico e la bile che distruggono molti microrganismi prima che escano dallo stomaco; gli enzimi proteolitici che svolgono anch'essi un'azione distruttiva contro i batteri; lo strato di muco dell'intestino che intrappola una parte dei batteri; la valvola ileo-cecale che blocca la migrazione retrograda dei batteri dal colon verso il tenue; anche il sistema immunitario gioca un ruolo protettivo, infatti la più grande frazione delle immunoglobuline prodotte dal corpo umano sono le IgA secretorie, queste vengono generate nel tratto gastrointestinale dove aiutano a prevenire la proliferazione batterica. Quando qualcuno di questi meccanismi difensivi naturali viene meno si sviluppa la SIBO.
Nella maggior parte dei pazienti, la SIBO non è causata da una singola specie batterica, ma, in generale, da un'espansione dei batteri del colon verso il tenue. Sono meno frequenti i casi in cui sono gli stessi batteri normalmente presenti in questo tratto intestinale ad aumentare di numero.
La SIBO può essere accompagnata sia da dispepsia che da malassorbimento. I batteri possono interferire con i processi enzimatici, di assorbimento e metabolici dell'organismo. Un danneggiamento dell'orletto a spazzola degli enterociti può compromettere l'attività delle disaccaridasi; se al contempo i batteri metabolizzano fruttosio, lattosio e sorbitolo può manifestarsi un malassorbimento dei carboidrati. Una mucosa intestinale danneggiata incrementa la permeabilità intestinale e può dare origine a un'enteropatia proteino-disperdente; i batteri possono inoltre metabolizzare le proteine, determinando un'eccessiva produzione di ammoniaca e una carenza proteica per l'organismo. Questi batteri possono anche deconiugare i sali biliari producendo un malassorbimento di lipidi e vitamine liposolubili. I microrganismi anaerobi possono consumare la vitamina B12 determinandone una carenza. Inoltre possono produrre troppo acido litocolico, che in grandi quantità risulta poco assorbibile e tossico per l'intestino.
I batteri producono varie sostanze tossiche che possono avere sorprendenti effetti a livello sistemico. Queste sostanze sono ammoniaca, D-lattato, peptoglicani (provenienti dalla parete cellulare dei batteri stessi) e altro. La SIBO è regolarmente associata con un incremento delle endotossine seriche e di composti batterici che stimolano la produzione di citochine proinfiammatorie. È anche possibile che si presenti una produzione endogena di etanolo.
La sovracrescita batterica ha un impatto negativo non solo sul funzionamento ma anche sulla struttura morfologica dell'intestino tenue. Cambiamenti infiammatori microscopici (specialmente sulla lamina propria) e atrofia dei villi sono un riscontro usuale (in tal caso questa atrofia va distinta da quella prodotta dal morbo celiaco), in alcuni pazienti può manifestarsi anche un cambiamento macroscopico (erosioni o ulcere).
In alcuni pazienti la sovracrescita batterica può produrre paradossalmente un effetto benefico per l'organismo, infatti i batteri possono metabolizzare parzialmente i carboidrati e produrre un substrato energetico più facilmente assimilabile.

## Clinica

### Segni e sintomi
Si presenta solitamente con sintomi aspecifici come gonfiore, flatulenza, dolori addominali e diarrea. La maggior parte dei pazienti affetti da SIBO non mostra segni clinici di malassorbimento, come perdita di peso, steatorrea, malnutrizione, artralgia; questi si presentano principalmente nei pazienti in cui la SIBO è associata a una Billroth II e solo nei casi estremi (per lo più in pazienti con bypass digiuno-ileale o con sindrome dell'intestino corto) si evidenziano deficit di vitamine e minerali (vitamine liposolubili A e D, vitamina B12, ferro). Siccome la SIBO può dipendere da diversi disordini locali o sistemici, la sintomatologia può variare sulla base del problema sottostante. Non è ben chiaro se la gravità dei sintomi sia proporzionale alla quantità di batteri presenti nell'intestino tenue. Le recenti ricerche dimostrano che la SIBO è comunemente associata con la sindrome dell'intestino irritabile e che l'iperproliferazione batterica possa contribuire alla patogenesi di tale sindrome.
 La SIBO è stata anche associata con la rosacea, un disturbo dermatologico della pelle che si manifesta sul volto. L'acidosi D-lattica è una grave complicanza che può manifestarsi nei pazienti con sindrome dell'intestino corto che hanno il colon intatto; è causata da un'iperproliferazione di lattobacilli e si manifesta con anomalie neurologiche come confusione, atassia cerebellare, parlare strascicato, perdite di memoria e stato mentale alterato.

## Diagnosi
Per la diagnosi di certezza è necessaria la coltura del materiale aspirato dal digiuno del paziente, sebbene non sia stato individuato un valore soglia condiviso per la concentrazione batterica. Un'importante indicazione diagnostica può essere fornita dal test del respiro al lattulosio o all'idrogeno, alla luce della storia clinica e della sintomatologia del soggetto.

## Terapia
Si somministrano farmaci quali antibiotici per via orale, 
- tetracicline 250 mg
- cefalexina 250 mg
- metronidazolo 250–500 mg.

Se si evidenzia deficit di vitamine deve essere corretta l'alimentazione. La sindrome tende molto facilmente alla resistenza e alle recidive per cui spesso si rende necessario più di un ciclo di antibiotici, fermo restando la cura delle cause primarie sottostanti e seguire particolari diete alimentari. È preferibile prescrivere l'uso di probiotici per il riequilibrio della flora intestinale, ma non tutti concordano su questo.